# Салях Кулибай
Салях Кулибай (наст. имя — Саляхетдин Габитович (Гибадатович) Кулибаев; баш. Сәләх Кулибай, Сәләх Ғәбит (Ғибәҙәт) улы Кулибаев; 1910 —1976) — башкирский советский писатель, драматург и журналист. Член Союза писателей Башкирской АССР (1934). Заслуженный работник культуры Башкирской АССР (1969).
Участник Великой Отечественной войны. Член КПCC (с 1947).

## Биография
Родился 2 июля 1910 года в деревне Тагирово Орского уезда Оренбургской губернии.
После того как остался сиротой, воспитывался в Темясовском детском доме. С 15 лет работал на золотых приисках Тубинского рудника. В 1929 году окончил горнотехническую школу Баймакского медеплавильного завода. Принимал участие в Великой Отечественной войне, участвовал в освобождении Украины, Польши, Чехословакии и в одном из боев получил тяжелое ранение.
В 1930—1950-е гг. являлся сотрудником газеты «Башкурдистан», журнала «Октябрь», секретарём Башкирской ассоциации пролетарских писателей, заведующим сектором литературы редакции издательства «Башгиз», литературным консультантом Союза писателей Башкирской АССР.
Умер 15 октября 1976 года, похоронен на Мусульманском кладбище в Уфе.

## Творческая деятельность
В 1930 году был издан первый поэтический сборник «Эш тауында» («На трудовой горе»). В сборниках «Суйындар һулышы» (1931; «Дыхание чугуна») и других писателем воспевается труд горняков и сталеваров. Писал о первооткрывателях башкирской нефти (поэма «Сказка об Ишимбае», 1941). Салях Кулибай является автором сборников рассказов и повестей «Хәтерләү» (1959; «Воспоминания»), «Чудеса привычки» (1975), юмористических рассказов, басен и фельетонов, которые вошли в книгу «Төрлө биҙәктәр» (1958; «Разные узоры») и «Күңелле хикәйәләр» (1964; «Весёлые рассказы») и другие. Писатель внёс весомый вклад в жанр башкирской мемуаристики (книги воспоминаний «Төрлө һуҡмаҡтар» (1963; «Разные тропы»), «Ватан улдары» (1972; «Сыны Родины») и другие). Всего Саляхом Кулибаем было опубликовано более 40 книг. Проблема духовной преемственности поколений нашла отражение в повести «Горная песнь» («Тау йыры»).
Писателем были переведены на башкирский язык произведения А. Пушкина, М. Лермонтова, С. Щипачева, В. Лифшица и других поэтов.
Пьесы Саляха Кулибая «Дуҫтың өйөндә» («В доме друга»), «Таныш исемдәр» («Знакомые имена»), «Приговор земле», «Зеленый Якуп», «Желание», «Звезда», «Будущий зять» и другие ставились в театрах республики.

## Книги
- Һайланма әҫәрҙәр. Өфө, 1960.
- Тау йыры. Өфө, 1965.
- Һайланма әҫәрҙәр, т. 1—2, Өфө, 1970. (в рус. пер. — Стихи, Уфа, 1952)
- Любовь и гнев. Уфа, 1955.
- Думы в пути. М., 1963.

## Память
- В деревне Нижнетагирово его именем названа улица.
- В Уфе на доме, где жил писатель, в честь него была установлена мемориальная доска.